# Euphyllia
Genre
Euphyllia est un genre de coraux durs de la famille des Caryophylliidae. En raison de sa morphologie particulière, il est souvent pris pour une anémone de mer.

## Liste d'espèces
Selon World Register of Marine Species (26 février 2015) :
- Euphyllia ancora Veron & Pichon, 1980
- Euphyllia baliensis Turak, Devantier & Erdman, 2012
- Euphyllia cristata Chevalier, 1971
- Euphyllia divisa Veron & Pichon, 1980
- Euphyllia fimbriata (Spengler, 1799)
- Euphyllia glabrescens (Chamisso & Eysenhardt, 1821)
- Euphyllia grandiseptata Latypov, 2011
- Euphyllia paraancora Veron, 1990
- Euphyllia paradivisa Veron, 1990
- Euphyllia paraglabrescens Veron, 1990
- Euphyllia plicata (Milne Edwards & Haime, 1848)
- Euphyllia yaeyamaensis (Shirai, 1980)

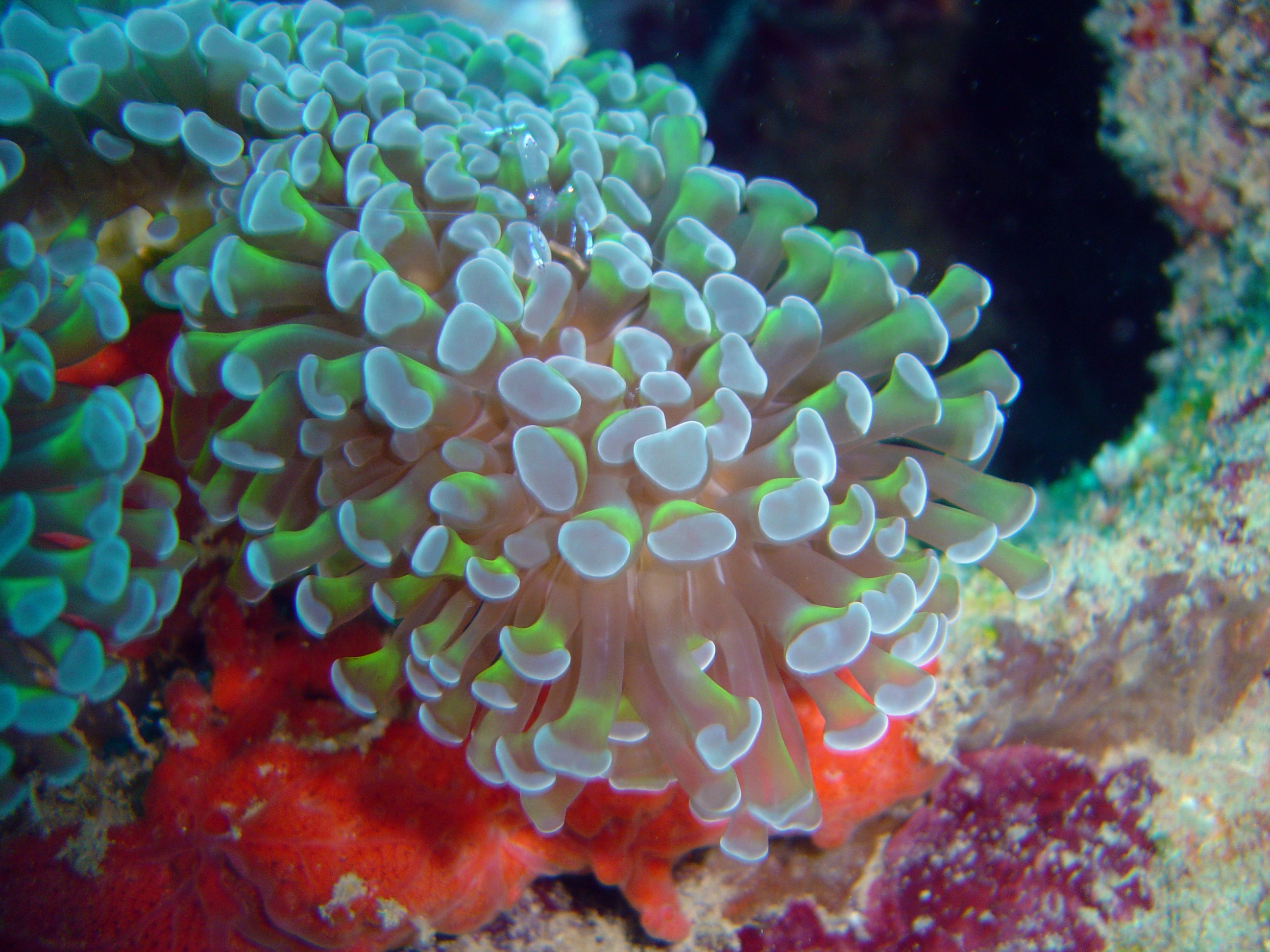
Euphyllia ancora
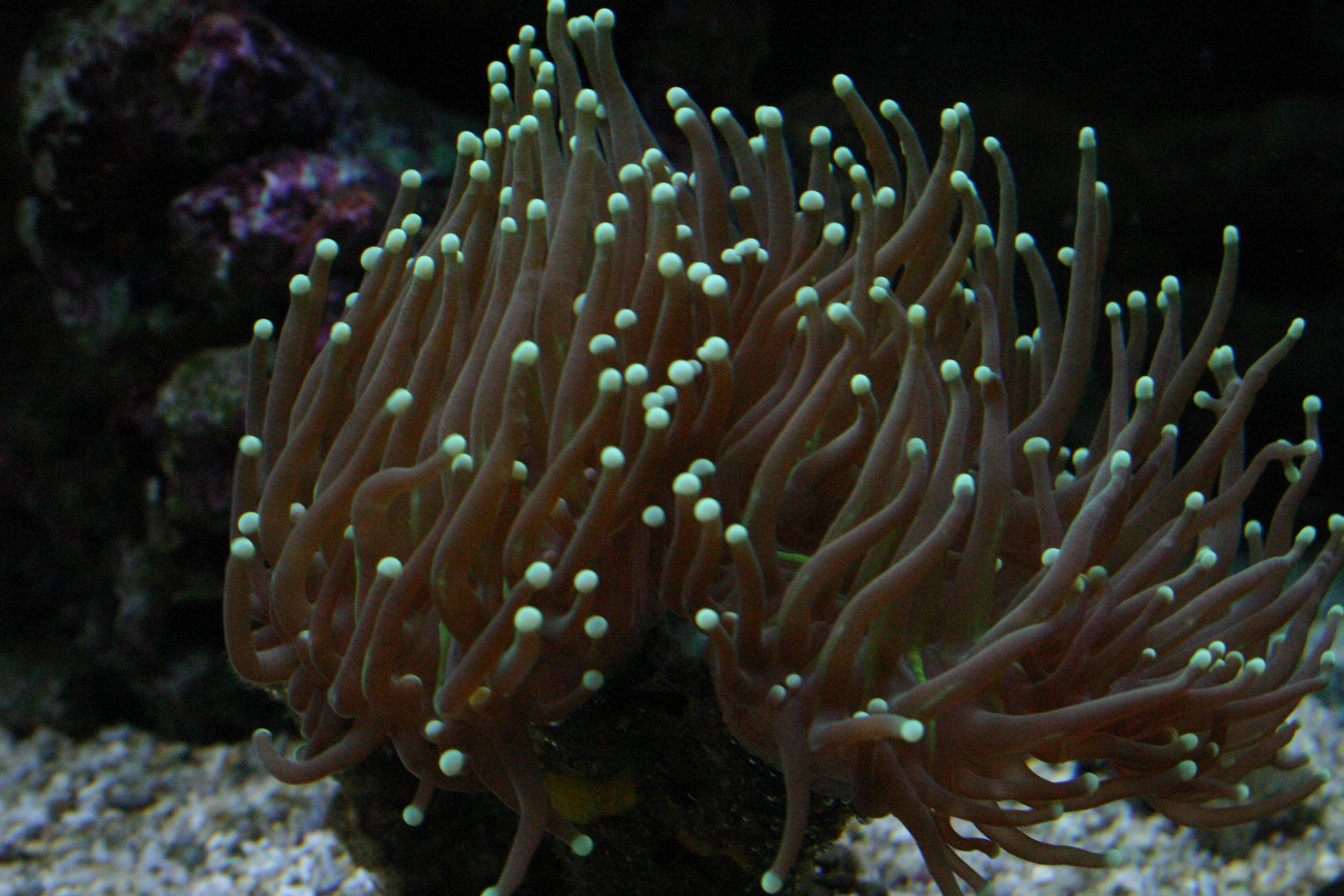
Euphyllia glabrescens